# Tell

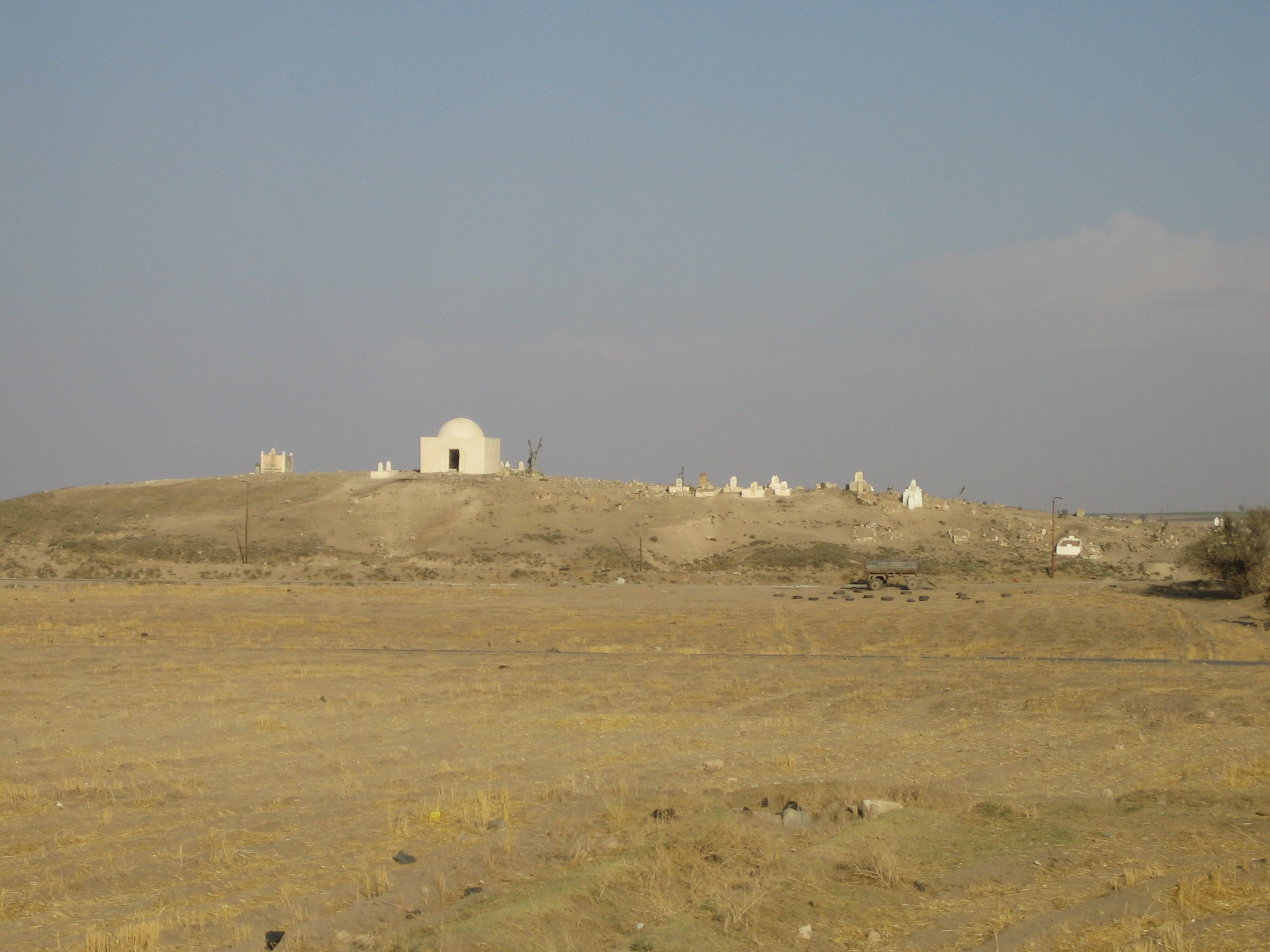
Tell Feherije Szíriában

A tell (héber: תל - "domb”) mint régészeti szakkifejezés régi városokat rejtő törmelékhalmot, településdombot jelöl. A fogalmat elsősorban Mezopotámia és a Közel-Kelet régészeti kultúráira vonatkozólag használják. 
Ilyen dombok az egyébként sík vidéken hosszú idő, sokszor több ezer év alatt keletkeztek egy-egy város építéstörténete kapcsán. Az ilyen városokban a régi épületek bontásakor a törmeléket – többnyire vályog vagy égetetlen agyagtégla, kisebb részben égetett agyag és kő – nem hordták el, hanem elegyengették, s ennek a tetején építették fel az új épületeket. Több ezer év alatt a város lakószintje akár több tucat méterrel is kiemelkedhetett a környezetéből, ami a kényelmes romeltakarítás mellett a város védelmét is megkönnyítette, mintegy mesterséges fellegvárrá képezve azt.
A városokon belül a gyakran újjáépített, sok építőanyagot tartalmazó egyszerű templomokból így keletkeztek a jellegzetes mezopotámiai teraszos vagy „toronytemplomok”, a zikkuratok előképei.

## Tellek
Példák tellre:
- Tell Abu Habbah (sumér, Szippar), Irak
- Tell Abu Hatab (sumér Kiszurra), Irak
- Tell Abu Hurejra, mezopotámiai lelőhely; földművelés legkorábbi nyomai
- Tell Abu Sahrein (sumér Eridu), Irak
- Tell Agrab, sumér, ma: Irak
- Tell Arqa, a neolitikum óta lakott, említik az Amarna-levelek, ma: Libanon
- Tell Astara (Aštartu), az Amarna-levelekben említik, ma: Szíria
- Tell es-Szultán (Jerikó) Egy 21 m magas domb mélyén 23 – egymás fölé épült – település maradványait tárták fel. Palesztina
- Tell Aszmar (sumér, Esnunna), Irak
- Tell el-Amarna (ókori egyiptomi Ahet-Aton): az ókori Egyiptom lelőhelyei közül az egyik legismertebb, neve azonban megtévesztő: tell nem található a lelőhelyen, a közeli Et-Till falu neve miatt ragadt rá a tell.
- Tell ed-Dabaa (ókori egyiptomi Hut-waret, görögül Avarisz), Egyiptom
- Tell el-Muqdam (ókori egyiptomi Taremu, görögül Leontopolisz), Egyiptom
- Tell Halaf, a neolit Halaf-kultúra lelőhelye, Szíria
- Tell Harmal (sumér, Shaduppum), a mai Bagdad területén, Irak